# ФРЗ Босна
ФРЗ Босна основана је 1983 године као удружење слободних и уједињених филмских радника у тадашњој СР БИХ.
Предузеће су основали Бакир Тановић - редитељ, Адем Чејван - глумац, Нерсад Бербер - патинер, Неџад Ибришимовић - писац, Милан Косовац - редитељ, Суад Мркоњић - редитељ , Влако Шпаравало - глумац и Љубомир Петек - тонац.
25 јануара 1990 ФРЗ Босна захваљујући либерализацији комунистичких прописа региструје се као мешовита корпорација у Босна филм ДД. 
Корпорација је основана да промовише производњу бх филмова и уводи нове креативне методе, смањи трошкове производње и уводи бољу организацију, и пружи нове могућности младим ауторима у свим областима филмске продукције.
Корпорација је била активна као продуцент филмова, документарних и анимираних филмова, као дистрибутер филмова и видео касета, продуцента спотова и рекламних материјала и сервисних компанија. У свим овим областима компанија је постигла значајан успјех.
Босна Филм је продуцирала четири играна филма: Ада, Кудуз, Секс - партијски непријатељ бр. 1  и   Последњи валцер у Сарајеву а и продуцирала је преко 40 документарних, анимираних и рекламних филмова.
1985. Босна Филм основао је први студио за анимирани филм у Босни и Херцеговини.
1999 године се потпуно приватизује и остаје 100 одсто у приватном власнитву са Бакиром Тановићем на челу.